# Vavray-le-Petit
Vavray-le-Petit település Franciaországban, Marne megyében. Lakosainak száma 61 fő (2022. január 1.). Vavray-le-Petit Val-de-Vière, Bassu, Bassuet, Heiltz-l’Évêque és Vavray-le-Grand községekkel határos.

## Népesség
A település népessége az elmúlt években az alábbi módon változott:
| Lakosok száma | 59   | 43   | 63   | 64   | 67   | 64   | 66   | 65   | 64   | 61   |
|               | 1968 | 1982 | 1990 | 2006 | 2013 | 2015 | 2017 | 2019 | 2020 | 2022 |